# Gaulihütte
Die Gaulihütte ist eine Berghütte der Sektion Bern des Schweizer Alpen-Clubs SAC im Kanton Bern in der Schweiz.

## Lage
Die Gaulithütte liegt im oberen Urbachtal, 330 Höhenmeter über dem Mattenalpsee, unweit des Gauligletschers auf einer Höhe von 2204 m ü. M.

## Geschichte
Eine erste Hütte – heute der Winterraum der aktuellen Hütte – wurde 1895 vom Engländer Carl Ludwig Lory mit 32 Plätzen erbaut und einige Jahre später der Sektion Bern des SAC geschenkt. Nach einer ersten Erweiterung im Jahr 1939 wurde 1970 die heutige Hütte gebaut.
Für den Sommer 2022 ist eine Modernisierung und moderate Erweiterung der Hütte geplant. Es kann dabei zur Schliessung kommen.

## Zugang
Der Zugang erfolgt durch das in Innertkirchen vom Haslital abzweigende Urbachtal, das im unteren Teil bis Mürvorsess befahren werden kann.

## Übergänge
Die Übergänge von der Hütte sind alle alpin:
- Wetterlimmi nach Rosenlaui oder zur Dossenhütte,
- Hiendertelltijoch zur Lauteraarhütte,
- Obri Bächli-Licken zur Bächlitalhütte,
- Goleggjoch zur Gruebenhütte.

## Besteigungsmöglichkeiten
- Hangendgletscherhorn 3294 m ü. M.
- Rosenhorn 3689 m ü. M.
- Berglistock 3655 m ü. M.

## Karte
- Landeskarte der Schweiz 1:25'000, Blatt 1230 Guttannen